# 51년

## 연호
- 후한(後漢) 건무(建武) 27년

## 기년
- 후한(後漢) 광무제(光武帝) 27년
- 신라(新羅) 유리 이사금(儒理泥師今) 28년
- 고구려(高句麗) 모본왕(慕本王) 4년
- 백제(百濟) 다루왕(多婁王) 24년

## 탄생
- 10월 24일 - 로마 제국 11대 황제 도미티아누스